# Stefano Calanchi
Stefano Calanchi (* 27. Juni 1941 in Rom; † 10. Januar 2001 ebenda) war ein italienischer Drehbuchautor und Regisseur.

## Leben
Calanchi schloss in Politikwissenschaften ab und arbeitete in den 1960er Jahren für das Fernsehen, für das er zahlreiche Dokumentationen drehte. Für das Kino schrieb er ab 1970 einige Drehbücher und drehte 1974 einen Dokumentarfilm. 1979 war er gleich drei Mal mit der Inszenierung eines Fernsehfilms beauftragt; 1982 folgte sein Debüt als Kinoregisseur, dem jedoch kaum Erfolg beschieden war.
Calanchis Erzählung Una leggera euforia wurde 1976 von Aldo Lado als L'ultima volta verfilmt.

## Filmografie (Auswahl)
- 1976: Action Winners (L'ultima volta)
- 1982: Core mio